# Elamena mathoei
Elamena mathoei is een krabbensoort uit de familie van de Hymenosomatidae. De wetenschappelijke naam van de soort is voor het eerst geldig gepubliceerd in 1823 door Desmarest.